# Cecidomyia tortilis
Cecidomyia tortilis är en tvåvingeart som beskrevs av Gagne 1978. Cecidomyia tortilis ingår i släktet Cecidomyia och familjen gallmyggor. Inga underarter finns listade i Catalogue of Life.